# Lonchaea conicoura
Lonchaea conicoura är en tvåvingeart som beskrevs av Mcalpine 1960. Lonchaea conicoura ingår i släktet Lonchaea och familjen stjärtflugor. Inga underarter finns listade i Catalogue of Life.